# Robert Simson

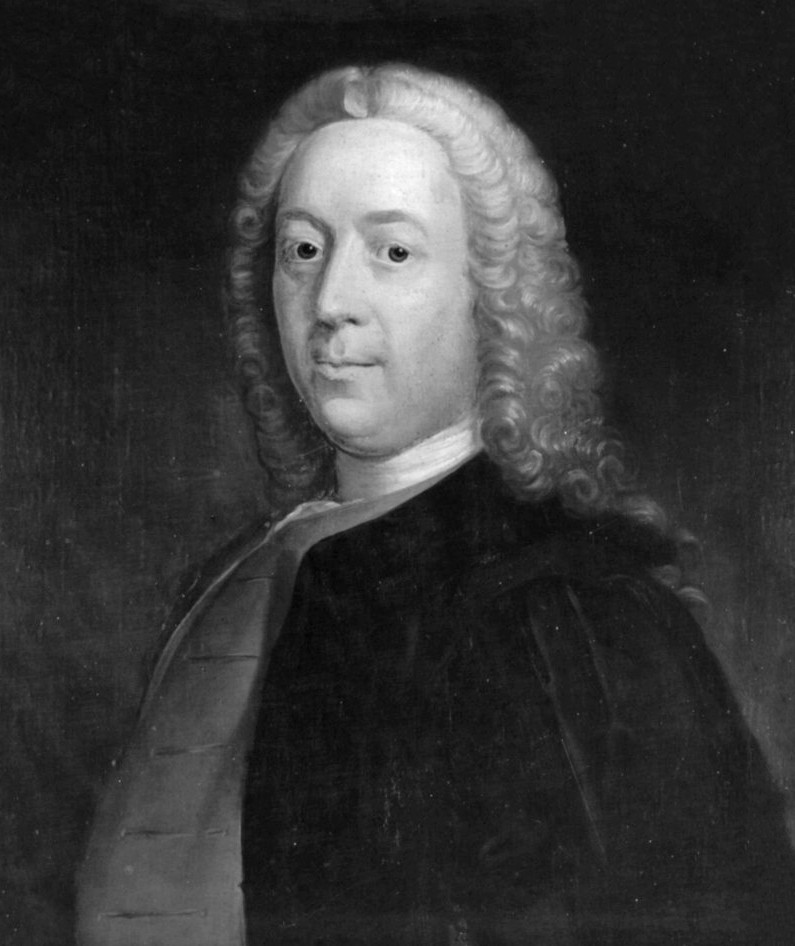
Robert Simson

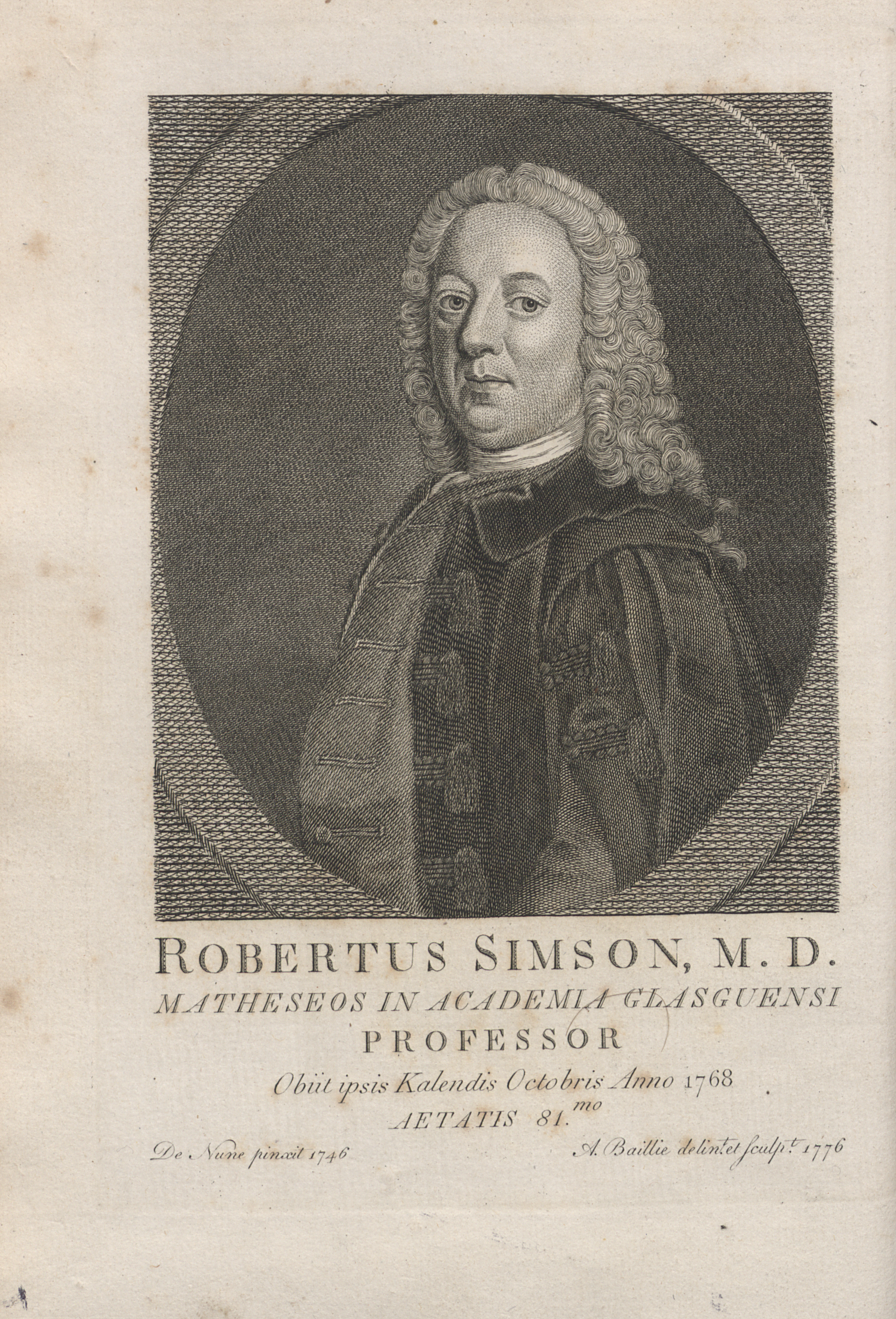
Opera quaedam reliqua, 1776

Robert Simson (* 14. Oktober 1687 in West Kilbride, Ayrshire; † 1. Oktober 1768 in Glasgow) war ein schottischer Mathematiker und Geometer.

## Leben
Robert Simson begann 1702 im Alter von 14 Jahren an der Universität Glasgow zu studieren, zunächst jedoch nicht Mathematik, sondern Theologie, Botanik, orientalische Sprachen und die Klassische Altertumswissenschaft. Als er während seines Studiums theologische Arbeiten verfasste, missfiel ihm die aus seiner Sicht oft ungenaue und spekulative Argumentation in diesem Bereich. Auf der Suche nach einer exakteren Methodik begann er dann nebenher mathematische Literatur zu lesen, insbesondere die Elemente des Euklid. Diese weckten sein Interesse an der Mathematik und er begann sie nun ernsthaft zu studieren.
Als der Mathematikprofessor Robert Sinclair 1710 emeritierte, bot die Universität Glasgow Robert Simson dessen Lehrstuhl an. Er wollte jedoch das Angebot nicht sofort annehmen, sondern zuerst in London bei den mathematischen Größen seiner Zeit studieren. Nach einem Jahr in England kehrte er im November 1711 wieder nach Glasgow zurück und lehrte dort als Professor für Mathematik bis zu seiner Emeritierung 1761. Zu seinen Schülern in Glasgow gehörten Colin Maclaurin und Matthew Stewart († 1785).
Robert Simson beschäftigte sich insbesondere mit den klassischen griechischen Mathematikern und veröffentlichte kommentierte Ausgaben ihrer Werke. Darüber hinaus arbeitete er meist an geometrischen Fragestellungen. Die nach ihm benannte Simson-Gerade wurde ihm jedoch fälschlicherweise zugeschrieben. Unabhängig von Giovanni Domenico Cassini entdeckte er die ebenfalls nach ihm benannte Simson-Identität für Fibonaccizahlen ({\displaystyle F_{n-1}\cdot F_{n+1}-F_{n}^{2}=(-1)^{n}}) und weiterhin, dass die Folge der Quotienten aufeinander folgender Fibonaccizahlen gegen den Goldenen Schnitt konvergiert ({\displaystyle \lim _{n\rightarrow \infty }F_{n}/F_{n-1}={\frac {1+{\sqrt {5}}}{2}}=1.618...}).
Als Mathematikhistoriker veröffentlicht er 1723 in den Philosophical Transactions of the Royal Society eine Studie über die Porismen von Euklid (ein verlorenes Werk, das er aus Angaben bei Pappos von Alexandria zu rekonstruieren versuchte), und 1749 erschien seine Rekonstruktion des verlorenen Buchs von Apollonios von Perge Loci plani. Bekannt ist er auch für seine lateinisch-englische Ausgabe der Elemente von Euklid (zuerst 1756 in Glasgow, viele Auflagen, sogar noch 1933 durch Isaac Todhunter), die Federigo Commandino folgt und Buch 1–6, 11 und 12 umfasst. Seine Ausgabe der Elemente war lange Zeit die Standardausgabe in Großbritannien. Ursprünglich wurde er von Edmond Halley angeregt, sich mit Mathematikgeschichte zu befassen. Er veröffentlichte auch ein Lehrbuch über Kegelschnitte, das von Johann Wilhelm Camerer ins Deutsche übersetzt wurde.